# Femminiello

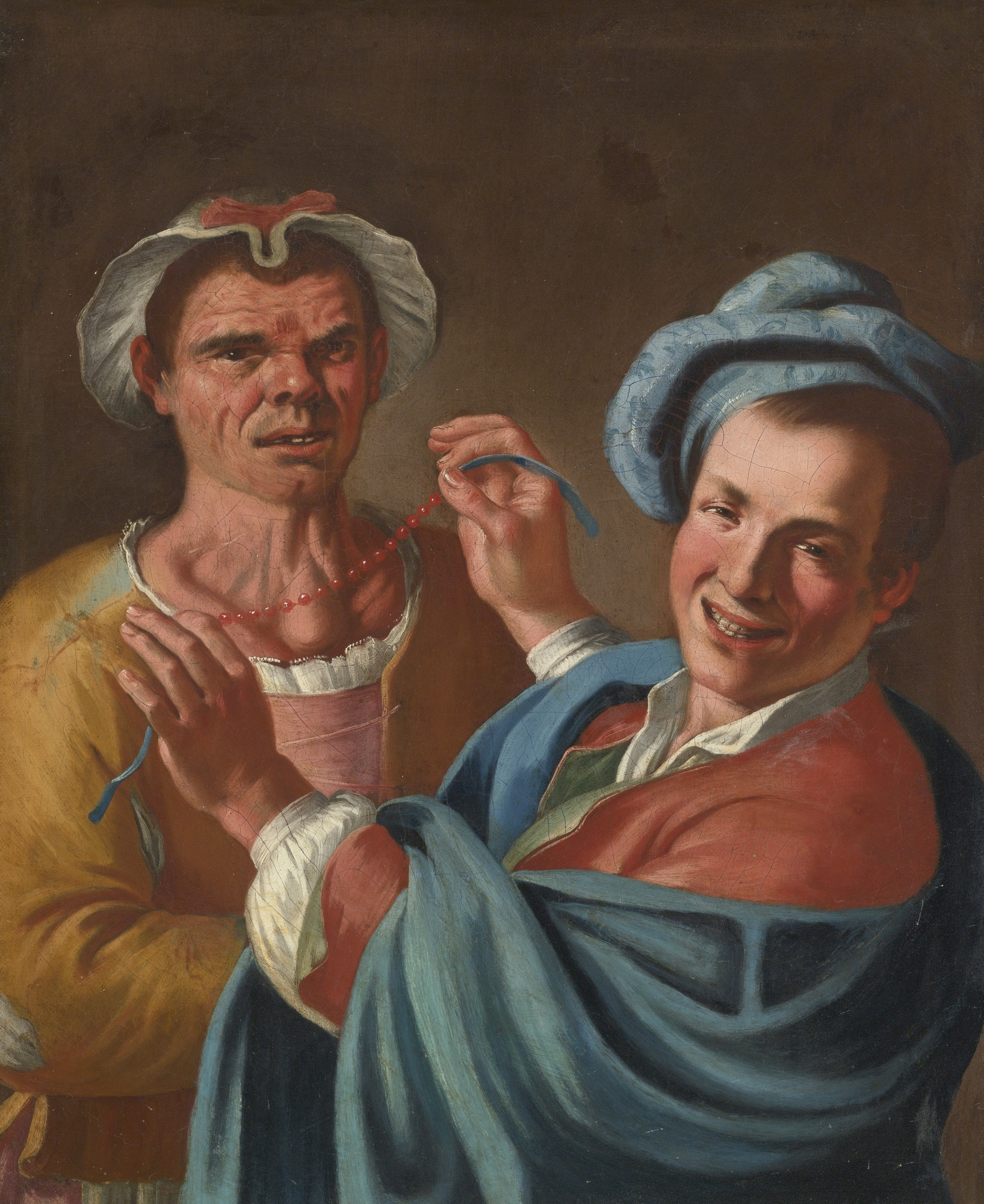
Il femminiello di Giuseppe Bonito, 1740-1760 circa.

Il femminiello (in napoletano anche femmenèlla, femmenèllo al singolare e femminiélle, femmeniélle al plurale) è una figura tipica della cultura tradizionale popolare partenopea, usato per riferirsi a un maschio con atteggiamenti ed espressività marcatamente femminili.
Spesso sovrapposto alla realtà transgenere o transessuale o all'ermafrodito, il femminiello rappresenta un'identità culturale e sociale molto peculiare e storicamente ancorata nel tessuto urbano napoletano.

## Il personaggio
La figura della femmenèlla esiste da molto tempo nella tradizione campana, all'interno della quale riesce a godere di una posizione relativamente privilegiata grazie alla sua partecipazione a manifestazioni folcloristiche di ambito profano, come la Tammurriata alla festa della Madonna dell'Arco, o religioso, come la Candelora al Santuario di Montevergine ad Avellino.
Il femminiello fa parte del tessuto sociale dei quartieri popolari del centro storico di Napoli dove è una persona rispettata. Occasionalmente può venire canzonato in modo benevolo o affettuoso da persona conosciuta del quartiere, alla quale però sa rispondere prontamente e a tono con una battuta salace. Generalmente viene considerato come una persona che porta fortuna: per questa ragione è invalso l'uso nei quartieri popolari di mettergli in braccio il bimbo appena nato e scattare loro una foto ricordo, oppure di farlo partecipare a giochi di società quali la tombola.
Il cosiddetto rito della "figliata dei femmenèlli" consiste nella simulazione, dietro un velo, del parto da parte dei femminielli: considerato un rito apotropaico e di buon auspicio, è stato descritto da Curzio Malaparte nell'opera La pelle e riportato sul grande schermo nella pellicola omonima dalla regista Liliana Cavani e nel film Napoli velata di Ferzan Özpetek.

## La tombolata
Nei quartieri popolari di Napoli c'è la tradizione per cui ad alcune tombolate possano partecipare esclusivamente donne e/o femminielli. Il gioco avviene in un "basso", e possono assistervi degli uomini purché essi restino rigorosamente alla porta o a guardare dalla finestra senza accedere in alcun modo nella stanza dove si svolge la tombola.
Il gioco procede in modo rumoroso, sboccato, canzonatorio. Generalmente è il femminiello che tira a sorte i numeri proclamandoli ad alta voce. Il numero sorteggiato può anche essere enunciato in modo non palese, ma in codice basandosi sulla smorfia napoletana, ovverosia al posto del numero egli può semplicemente dire il suo significato più diffuso e risaputo, che le persone presenti conoscono e comprendono. Il divertimento della tombolata con i femminielli è dato proprio dalla "smorfia": infatti, man mano che i numeri escono, il femminiello concatena in una sequenza logica e cronologica i relativi significati, creando una storia che si forma dalla casualità del sorteggio: è un "evento" che l'enunciante ricorda man mano che esso si sviluppa e che viene commentato rumorosamente con divertimento o con finto scalpore dagli stessi femminielli e soprattutto dalle donne presenti al gioco.

## Riferimenti nella cultura

### Musica
- Nell'opera di Roberto De Simone La gatta Cenerentola, diversi femminielli rivestono il ruolo di personaggi importanti. Fra le scene principali al riguardo vi sono il rosario dei femmenèlli[3] e il suicidio del femmenèllo[4], di forte impatto emotivo. Un interprete storico del femminiello fu Giovanni Mauriello della Nuova Compagnia di Canto Popolare.
- Il termine femminiello è stato utilizzato nei testi delle canzoni Vincere l'odio, interpretata da Elio e le Storie Tese al Festival di Sanremo 2016[5], e di Litfiga della band italiana Pop X nell'album del 2018 Musica per noi[6].

### Letteratura
- Curzio Malaparte in La pelle descrive la cosiddetta "figliata dei femminielli", che la regista Liliana Cavani riporterà anche nel film omonimo.
- Un femminiello è il protagonista di Scende giù per Toledo, romanzo di Giuseppe Patroni Griffi pubblicato da Garzanti nel 1975.
- Bambinella è un femminello e è uno dei personaggi dei romanzi di Maurizio De Giovanni dedicati alle vicende de il commissario Ricciardi nell'Italia degli anni 1930. Grazie alle sue conoscenze diventa un'importante fonte di informazioni per le indagini.
- Alla figura e al ruolo del femminiello nella cultura partenopea fa largo riferimento Antonella Ossorio nel suo romanzo La mammana.

### Cinema
- Oltre che nel succitato La pelle di Liliana Cavani, la figura del femminiello compare anche nei film Il giovane favoloso di Mario Martone e Napoli velata di Ferzan Özpetek.
- Bambinella nella fiction su Rai 1 Il Commissario Ricciardi.